# Freedom Star

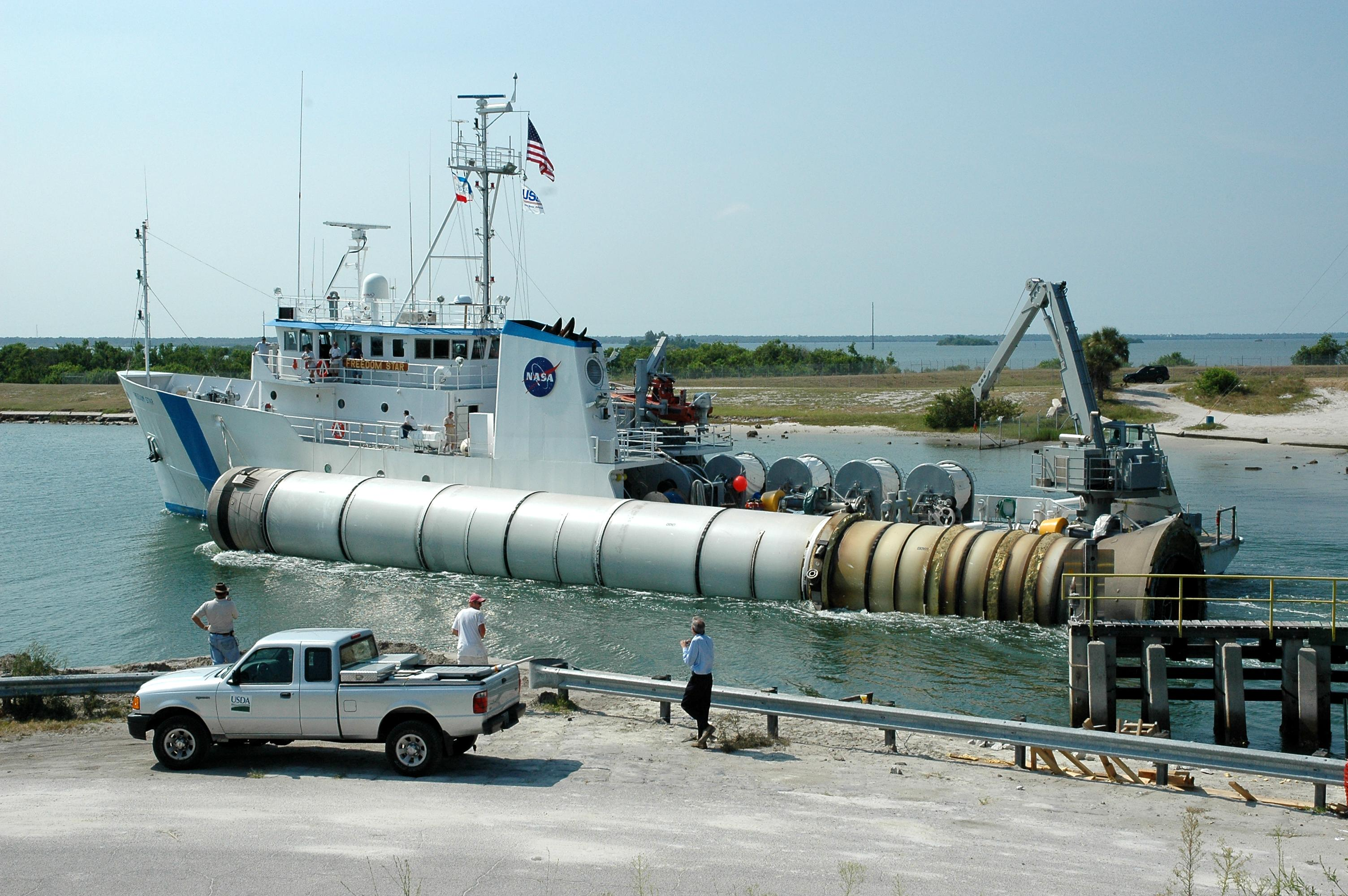
Le Freedom Star ramène un des propulseurs d'appoint de la mission STS-114 à cap Canaveral

Le Freedom Star est l'un des deux navires de la NASA chargés de récupérer les propulseurs d'appoint (boosters) de la navette spatiale après leur chute dans l'océan.